# Francesco Lunardini
Francesco Lunardini (Cesena, 3 novembre 1984) è un ex calciatore italiano, di ruolo centrocampista.

## Carriera
Cresce nel vivaio del Rimini e fa il suo esordio in Serie C1 con i romagnoli a 18 anni, per essere poi girato in prestito prima in Serie D alla Val di Sangro, dove realizza una rete in 25 presenze, e poi al Pavia in Serie C1 dove rimane per tre stagioni, collezionando due reti ed 83 presenze.
Nell'estate 2007 il Rimini lo richiama alla base e gli permette di debuttare in Serie B. Nella stagione successiva viene attenzionato dall'allenatore del Parma Francesco Guidolin, che decide di inserirlo nel mercato di gennaio 2009 della società crociata. Contribuisce quindi al ritorno del Parma in Serie A e viene confermato nella stagione successiva. Debutta in Serie A il 30 agosto 2009 in Parma-Catania (2-1), e termina la stagione con un bottino personale di 18 presenze. Il 25 giugno 2010 viene riscattato completamente dal Parma, che il 16 agosto dello stesso anno lo cede alla Triestina appena ripescata in B. Con la squadra giuliana firma un gol all'esordio in campionato, nel pareggio casalingo degli alabardati contro l'AlbinoLeffe. La stagione, però, si conclude con la retrocessione in Prima Divisione. 
Girato in prestito al neopromosso Gubbio, prosegue la sua avventura in cadetteria, sfilando il posto da titolare a Rodrigue Boisfer. Segna il suo primo gol alla 5ª giornata contro il Modena, e conclude la stagione con 21 partite e un gol segnato.
Nel 2012 passa al San Marino.
Nel 2013 firma un contratto triennale con il Fano in serie D.
Gioca altre due stagioni nei dilettanti con Matelica e Recanatese, prima di chiudere la carriera con la vittoria dello scudetto nel campionato sammarinese con il Tre Fiori.

## Palmarès

### Competizioni nazionali
- Campionato sammarinese: 1

Tre Fiori: 2019-2020